# Stazione di Kawanishi-Noseguchi
La stazione di Kawanishi-Noseguchi (川西能勢口駅?, Kawanishi-Noseguchi-eki) è una stazione delle Ferrovie Hankyū situata nella città di Kawanishi, nel nordovest della prefettura di Hyōgo. Nella stazione fermano tutti i tipi di treni, dai locali agli espressi. Presso la stessa stazione si trova il capolinea delle Ferrovie Nose. I treni solitamente terminano qua, ma la mattina e la sera alcuni proseguono e arrivano dalla stazione di Umeda a Osaka.
A poche centinaia di metri si trova la stazione della JR West di Kawanishi-Ikeda, collegata da un percorso pedonale coperto.